# Pardosa wagleri atra
Pardosa wagleri là một phân loài nhện trong họ Lycosidae.
Loài này thuộc chi Pardosa. Pardosa wagleri atra được Christoph Gottfried Andreas Giebel miêu tả năm 1869.